# Euselenops
Genre
Euselenops est un genre de mollusques opisthobranches de la famille des Pleurobranchaeidae et de l'ordre des Pleurobranchomorpha.

## Description
L'animal est court et déprimé avec un pied très large, un rostre mince, et un large bouclier crânien aux angles produits. Le corps est orbiculaire avec un voile très large en forme de croissant et le notum est fusionné avec la tête. Le manteau passe sans délimitation dans le large voile antérieur. Les bords postérieur et gauche du manteau passent directement dans le tégument du pied sans être libres ou saillants. Les rhinophores sont éloignés les uns des autres, décalés latéralement, et insérés à la surface du manteau et du voile unis. Il n'y a pas de coquille. Le rostre buccal est élancé,.

## Habitat
Les espèces de ce genre vivent comme toutes les Pleurobranchaeidae dans des habitats marins à fond mou.

## Reproduction
Compte tenu du système de reproduction hermaphrodite de ce genre, son androdiaulie (avec une ouverture pénienne individuelle) est considérée comme plésiomorphe et caractéristique des Pleurobranchaeidae.

## Taxonomie
Le genre Euselenops a été nommé et décrit par l'entomologiste Henry Augustus Pilsbry en 1896 avec comme espèce type Euselenops luniceps (Cuvier, 1816) par désignation subséquente.

### Liste des espèces
- Euselenops luniceps (Cuvier, 1816)
- Euselenops winckworthi Satyamurti, 1946

### Publication originale
- Pilsbry, H. A. 1896. Manual of conchology, structural and systematic, with illustrations of the species. Ser. 1. Vol. 16. Philadelphia, Academy of Natural Sciences, 262 pages. (lire en ligne, p.191, p.228)